# Волговская организованная преступная группировка
Волговская организованная преступная группировка — крупная ОПГ, действовавшая в 1990-е годы в городе Тольятти Самарской области, одна из наиболее мощных преступных группировок России, участвовавшая в Тольяттинской преступной войне.

## История создания
Волговская ОПГ была создана работниками гостиницы «Волга» Александром Масловым и Владимиром Карапетяном. Во время перестройки группировка одной из первых стала промышлять торговлей краденными с Волжского автомобильного завода запасными частями для автомобилей. В те годы запчасти являлись дефицитным товаром, и, следовательно, цена на них была спекулятивной, что приносило серьёзный доход группировке. Вскоре к Маслову и его знакомым — Сергею Купееву и Александру Башеву — обратился цеховик Куделя, у которого вымогал деньги некий Анатолий Коняев, бывший спортсмен-боксёр, и который просил разобраться с вымогателем. В ходе конфликта на этой почве Коняев был убит, но вскоре Маслов, Башев и Купеев были изобличены и осуждены.
В 1992 году Маслов вышел на свободу. Конкурентная ему группировка Владимира Вдовина по кличке «Напарник» к тому времени стала терять людей, и более весомый в преступном мире Маслов сумел собрать ряд бойцов из группировки Напарника. В их числе оказались Валерий Спицын («Валера Опасный») и Дмитрий Рузляев («Дима Большой»). Именно в 1992 году группировка окончательно оформилась.

## Начало деятельности группировки. Конфликт с бандой Агия—Воронецкого
В 1992 году ВАЗ акционировался, что дало возможность Волговской группировке одной из первых начать деятельность по организации фирм, специализировавшихся по реализации продукции завода. Способствовало этому и то, что Маслову удалось заключить союз с Купеевской и Мокровской группировками, а также с бригадой Владимира Биличенко («Хохол»). Поначалу конфликтов удавалось избегать, но во второй половине 1992 года преступную власть в Тольятти попытались захватить некие Владимир Агий и Александр Воронецкий. 16 сентября 1992 года убийцами их банды был расстрелян Биличенко, 3 ноября — Сергей Купеев.
13 ноября 1992 года Маслов подъехал к своему дому на Молодёжном бульваре. Как только он вышел из машины, убийца Сергей Шилов дважды выстрелил ему в спину, в результате чего лидер Волговской группировки Александр Маслов скончался на месте, а его телохранитель чудом остался жив. Вскоре Агий, Шилов и остальные их сообщники были арестованы сотрудниками милиции, а Воронецкий был убит, предположительно членами Купеевской группировки.

## Группировка во Второй преступной войне в Тольятти
После гибели Маслова во главе группировки стал Дмитрий Рузляев по кличке «Дима Большой». Он сумел удержать группировку под собой, и с тех пор многие стали называть её «Рузляевской». Рузляев начал планомерно производить преступные операции с продукцией ВАЗа, как-то: кража запасных частей на всех уровнях и мошенничества с автомобилями («кидняки»).
Начиная с 1994 года у Волговской группировки стал назревать серьёзный конфликт с группировкой Шамиля Даниулова, лидера Татарской ОПГ, союзника Напарниковской группировки. Даниулов решил взять на себя ведение боевых действий с «волговскими». Рузляев решил вытеснить Даниулова с ВАЗа путём выдачи его сотрудникам правоохранительных органов. В октябре 1994 года члены Волговской ОПГ привлекли на свою сторону начальника транспортного цеха ВАЗа Юрия Болотова, который стал раскрывать тайники татар, в которых находились готовые к вывозу с завода краденые запчасти. 26 октября 1994 года убийца из бригады Даниулова, работник фирмы «Ялкын» («Пламя»), убил Болотова на автобусной остановке возле его дома. Однако это убийство сильно ударило по татарам — их влияние на заводе резко упало, а Рузляев поставил на самое доходное предприятие ВАЗа — Головной центр запасных частей (ГЦЗЧ) — Шамиля Митяева. Он стал собирать деньги с татарских клиентов и перехватывать их договоры. 20 ноября 1994 года Митяев был убит работниками всё той же фирмы «Ялкын» Смуровым и Халимовым. Но вскоре на след фирмы убийц «Ялкын» вышли сотрудники милиции, и все убийцы, кроме бесследно исчезнувшего Халимова, были арестованы и впоследствии осуждены к длительным срокам лишения свободы.
В целом позиции Напарника в результате Второй преступной войны на заводе ослабли, но вскоре он вновь стал их укреплять. Несколько лидеров его группировки были убиты дружественной «волговским» членам Слоновской группировки из Рязани.

## Группировка в Третьей преступной войне в Тольятти
Когда в 1996 году были арестованы многие члены Слоновской ОПГ, некоторые из них дали показания против Рузляева и его людей. 2 февраля 1997 года Рузляев был задержан около своего дома по улице Карбышева. В кармане его куртки был обнаружен пистолет Макарова. Когда его выпустили под подписку о невыезде, Рузляев тут же скрылся. 1 июня 1997 года его вновь арестовали, но суд, проявив человечность, приговорил Рузляева к 2 годам лишения свободы условно. Но арест Рузляева не прошёл бесследно для группировки — 23 марта 1997 года на Новозаводской улице, напротив проходной завода «Волгоцеммаш», был убит главный финансист «волговских» Андрей Мочалкин. 27 июля в дачном массиве «Приморский» был убит вместе с двумя телохранителями сменивший его Сергей Бакунов.
Очередной конфликт у группировки возник с Чеченской ОПГ, ранее бывшей союзником «волговских». Её лидер Шамад Бисултанов, депутат парламента Ичкерии, стремился вырвать из-под её контроля ряд производств ВАЗа, но через некоторое время Бисултанов разбился в специально подстроенной автомобильной катастрофе.
Продолжался и конфликт с Напарниковской ОПГ. 13 апреля 1998 года в конторе Фонда ветеранов войны в Афганистане были расстреляны несколько лидеров Купеевской ОПГ, союзников «волговских». Рузляев решил провести собственное расследование и практически уже установил имена убийц, но 24 апреля 1998 года его машина была расстреляна четырьмя неизвестными убийцами. Дима Большой, возглавлявший Волговскую ОПГ почти шесть лет, погиб на месте.
После этого Волговская группировка начала распадаться. Один за другим погибали её лидеры. 27 июля 1998 года в Самаре у здания телецентра убит Вадим Старцев, 4 октября 1999 года застрелен Евгений Ишимов, в 2000 году убиты Владимир Карапетян и Евгений Совков. Не избежали той же участи и большинство её союзников, например, Мирон Мокров, лидер Мокровской ОПГ.

## Последние бандитские акции
Последний лидер группировки, Евгений Совков, за полгода до своей гибели решил отомстить многолетнему врагу своей группировки, майору милиции Дмитрию Огородникову, начальнику отдела по борьбе с организованной преступностью города Тольятти. 22 мая 2000 года убийцы его бригады расстреляли машину Огородникова, и милиционер погиб на месте. В числе громких убийств, совершённых в последние годы существования ОПГ — убийство директора телекомпании «Лада-ТВ» Сергея Иванова, директора рыбокомбината Оксаны Лабинцевой, владелицы сети аптек «Интерфарм» Пелагеи Земцовой. Все эти убийства были совершены при непосредственном участии лучших убийц группировки — Сергея Иванова, Алексея Булаева, Александра Гаранина, Андрея Милованова и Сергея Сидоренко. Именно Милованов убил в конце 2000 года у Краснопресненских бань в Москве Совкова и его подругу, посчитав, что тот мало ему заплатил за убийство. Вскоре после своего возвращения в Тольятти был убит и Милованов. Четверо остальных убийц были арестованы в 2001 году.

## Суд над членами группировки 2003 года. Дальнейшая судьба членов Волговской ОПГ
В августе 2002 года начался суд над десятью членами Волговской ОПГ. Судом было доказано 19 эпизодов заказных убийств и покушений. Были осуждены, в числе прочих, исполнители преступлений Алексей Булаев и Сергей Иванов («Уткороботы»), Сергей Сидоренко, Александр Гаранин и Ильдус Измайлов. Рядом с убийцами на скамье подсудимых сидел бывший сотрудник ГИБДД Ставропольского района города Виктор Султанов — по мнению следствия, он помогал преступникам скрываться от преследования милиции после выполнения заказов. Кроме того, задержан брат одного из убийц, оперативник уголовного розыска Автозаводского РУВД Алексей Сидоренко. Его также обвиняли в совершении заказного убийства.
В 2003 году все члены ОПГ получили длительные сроки лишения свободы — четверо приговорены к пожизненному заключению, а ещё шестеро получили от 2 до 25 лет колонии.
В 2003 году Самарский областной суд вынес приговор, согласно которому многие члены группировки были осуждены к длительным срокам лишения свободы, а четверо вышеуказанных убийц — к пожизненному лишению свободы. Верховный Суд России оставил приговор без изменения.
Некоторые члены группировки и их бывшие союзники до сих пор живы и занимаются бизнесом. В 2007 году был арестован один из лидеров группировки, 8 лет бывший в бегах, Владимир Пчелин. 10 июля того же года он покончил с собой в камере СИЗО.
28 июня 2023 года в аэропорту Курумоч по делу расследования поджога ритуального салона в Самаре был задержан  Игорь Сиротенко, который в 90-е возглавлял мощнейшую криминальную ОПС.